# Nishiawakura, Okayama

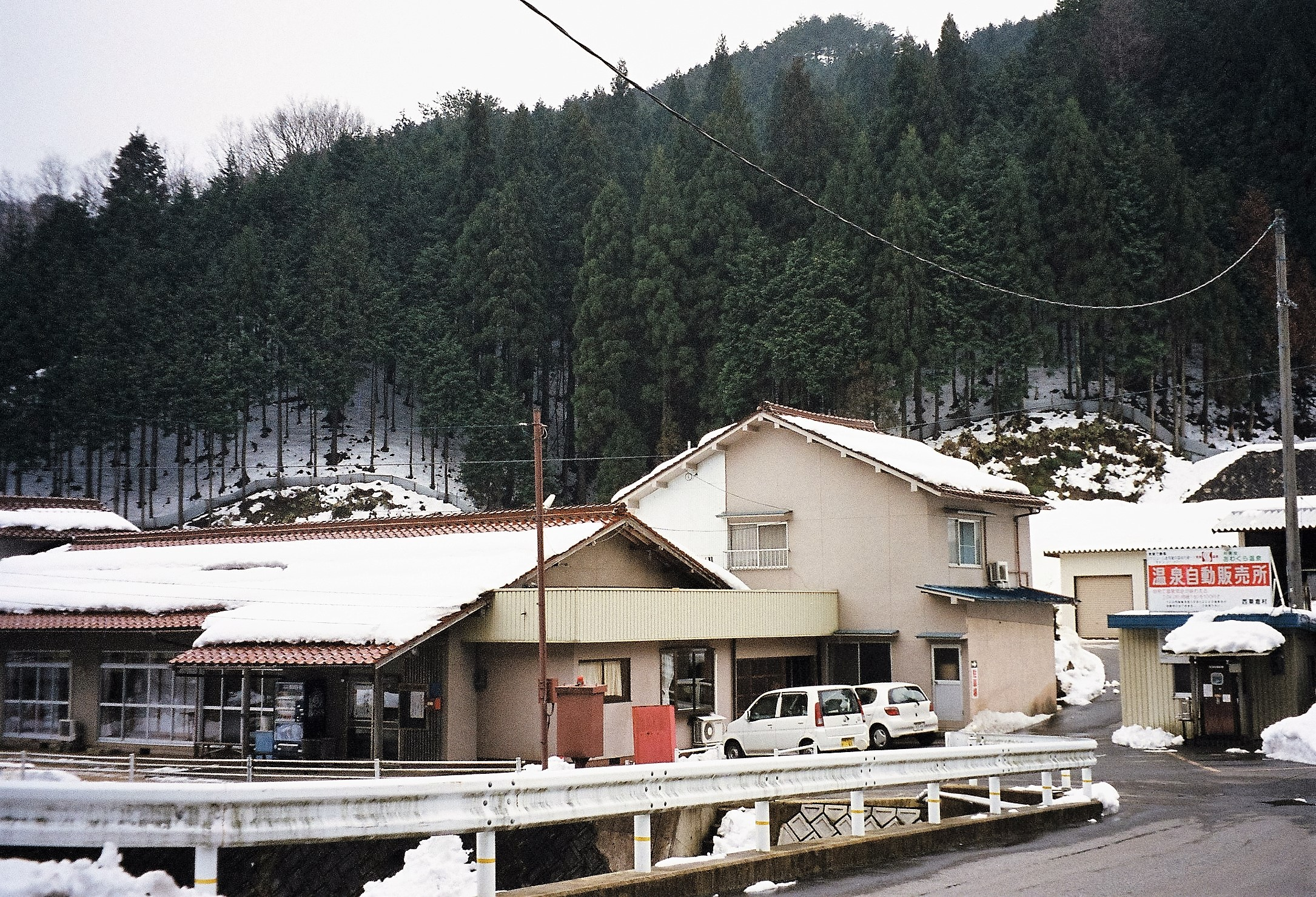
Awakura-Onsen

Nishiawakura (西粟倉村 Nishiawakura-son) là một ngôi làng thuộc huyện Aida, tỉnh Okayama. Tính đến ngày 30 tháng 6 năm 2023, dân số ước tính ngôi làng là 1.356 người và mật độ dân số là 23 người/km². Tổng diện tích ngôi làng là 57,97 km².